# René Moawad
René Moawad (arab. رينيه معوض, ur. 17 kwietnia 1925 w Zagharcie, zm. 22 listopada 1989 w Bejrucie) – libański polityk, prezydent Libanu od 5 listopada do 22 listopada 1989 roku, maronita. Przez pięć kadencji był deputowanym Zgromadzenia Narodowego. Zginął w zamachu bombowym.

## Życiorys
Moawad rozpoczął swoją edukację w De La Salle School w Trypolisie w Libii, później kontynuował ją w mieście Ajn Tura w Libanie. W 1947 roku ukończył prawo na Uniwersytecie świętego Józefa w Bejrucie. Po studiach rozpoczął pracę w kancelarii czterokrotnego premiera Libanu Abd Allaha al-Jafiego. W 1951 Moawad otworzył swoją własną kancelarię prawną.
Jeszcze w tym samym roku Moawad wystartował w wyborach parlamentarnych z miasta Zgharta, jednak bez sukcesu. Do parlamentu dostał się po raz pierwszy w 1957 roku. Reelekcje następowały w latach 1960, 1964, 1968 i 1972 (ostatnie wybory parlamentarne przed wybuchem wojny domowej).